# Kőtelek
Kőtelek község az Észak-Alföldi régióban, Jász-Nagykun-Szolnok vármegye Szolnoki járásában. A település elnyerte a Magyar Örökség díjat.

## Fekvése
Kőtelek a Tisza mellett fekszik, a vármegye középső-északi részén, Szolnoktól mintegy 30 kilométerre északkeletre. Teljes lakott területe és közigazgatási területének túlnyomó része a jobb parton terül el, de egy kisebb rész (egy holtág által közrefogott, körülbelül 5 négyzetkilométernyi terület) a mai folyó bal parti oldalára esik.
A közvetlen határos települések: észak felől Tiszaroff, kelet felől Tiszabő (mindkettő a Tisza túlsó, bal partján), dél felől Nagykörű, délnyugat felől Csataszög és Hunyadfalva, északnyugat felől pedig Tiszasüly.

### Megközelítése
Közúton a Szolnok - Tiszasüly közötti 3224-es úton érhető el.
A közúti tömegközlekedés szolgáltatója a Volánbusz.
Vasútvonal nem érinti, a legközelebbi vasúti csatlakozási lehetőséget a Budapest–Záhony-vasútvonal Szolnok vasútállomása kínálja.

## Története
A szántáskor kiforgatott edénytöredékek a vonaldíszes kultúra emlékei, melyek bizonyítják, hogy a község jelenlegi területe már az őskorban lakott volt.
A település nevét a Keutelek alakban egy 1392-ből származó oklevél említi először. A név eredete tisztázatlan. Téves az a feltételezés, hogy a Kőtelek névalak a kői apátság nevéből származik.
Az 1400-as években a falu egyik fele a Kazy, másik fele a Kompolti család birtoka.
Kőtelek lakói 1544-től a töröknek is adóztak. Az 1550. évi török összeírás szerint 10 adóköteles házban 27 dézsmára kötelezett család élt, akik évente 2465 akcsét fizettek. A lakosság a török hódoltság korát megfogyatkozva, de helyben vészelte át.
A Rákóczi-szabadságharc emlékét egy helyi monda őrzi, mely szerint II. Rákóczi Ferenc megpihent a falu határában lévő nagy körtefa alatt. Az ellenség gyors támadása miatt azonban a kurucok a kincstár egy részét nem tudták magukkal vinni és azt a környéken elásták. Azóta sokan keresték a fejedelem kincseit, de hiába. A szájhagyomány szerint a község 1945 előtt használt pecsétjében látható nagy fa a körtefát ábrázolja.
A 19. század közepéig a Haller, Orczy, Sághy, majd a Baldácsy, Sztárai, Halasi, Almásy és Hellenbronth családok birtokolták a falut. Az 1848–49-es forradalom és szabadságharcban sok kőtelki vett részt. A hagyomány szerint Kádár Mátyás, az akkori tanító Görgey Artúr seregében segédtisztként szolgált.
Az első világháborúban jelentős vérveszteséget szenvedett a falu férfi lakossága, mivel a bevonultak közül 104-en estek el, vagy nem tértek haza a hadifogságból.
Mind a Tanácsköztársaság bukását követő megtorlás, mind a román megszállás nagy károkat okozott és áldozatokat követelt a településen.
A második világháború idején Horváth Bálint tanító, mint tartalékos hadnagy, egy vasútépítő zászlóalj parancsnoka volt. 1944. októberében egységével együtt átállt a szovjet csapatok oldalára és az első magyar vasútépítő ezred, majd hadosztály kötelékében fejezte be a háborút. Kőtelket 1944. november 7-én foglalták el a szovjet csapatok. Az oroszok atrocitásainak több polgári személy áldozatul esett, sok férfit pedig a Szovjetunióba hurcoltak kényszermunkára, akik közül csak néhányan élték túl a fogságot.
Az 1950-es évek elején nagyszámú Budapestről kitelepített, osztályidegennek minősített család élt a településen.
Hunyadfalva Kőtelek része volt, 1993-ban lett önálló község.

## Közélete

### Polgármesterei
- 1990–1994: Szabó János (független)[3]
- 1994–1998: Végh Tibor (független)[4]
- 1998–2002: Végh Tibor (független)[5]
- 2002–2006: Végh Tibor (független)[6]
- 2006–2010: Dr. Böhmer Péter Krisztián (független)[7]
- 2010–2014: Lovász Tibor (független)[8]
- 2014–2019: Lovász Tibor (független)[9]
- 2019–2024: Lovász Tibor (független)[10]
- 2024– : Lovász Tibor (független)[1]

Kőtelek Község Önkormányzatának címe: 5062 Kőtelek, Szabadság út 1., telefon- és faxszáma: 56/496-060, e-mail címe: polgarmester@kotelek.hu. A település hivatalos honlapja: www.kotelek.hu, helyi újságja a Kőteleki Hírmondó.

## Népesség
A település népességének változása:
| Lakosok száma | 1640 | 1627 | 1611 | 1600 | 1507 | 1512 | 1506 |
|               | 2013 | 2014 | 2017 | 2021 | 2022 | 2023 | 2024 |

A 2011-es népszámlálás során a lakosok 88,3%-a magyarnak, 25,1% cigánynak, 0,2% németnek mondta magát (11,6% nem nyilatkozott; a kettős identitások miatt a végösszeg nagyobb lehet 100%-nál).
2022-ben a lakosság 91,1%-a vallotta magát magyarnak, 19% cigánynak, 0,7% németnek, 0,1-0,1% ukránnak görögnek és lengyelnek, 0,7% egyéb, nem hazai nemzetiségűnek (8,5% nem nyilatkozott; a kettős identitások miatt a végösszeg nagyobb lehet 100%-nál).

## Vallás
A 2001-es népszámlálás adatai alapján a lakosság többsége, kb. 79,5%-a római katolikus. Kb. 3,5% református, kb. 0,5-0,5% pedig görögkatolikus, illetve evangélikus vallású. Más egyházhoz vagy felekezethez kb. 0,5% tartozik. Nem tartozik egyetlen egyházhoz vagy felekezethez sem, illetve nem válaszolt kb. 15,5%.
2011-ben a vallási megoszlás a következő volt: római katolikus 57,8%, református 3,1%, evangélikus 0,2%, görögkatolikus 0,2%, felekezeten kívüli 19,9% (18,3% nem nyilatkozott).
2022-ben vallásuk szerint 45,5% volt római katolikus, 2,7% református, 0,3% görög katolikus, 0,2% evangélikus, 1,1% egyéb keresztény, 1% egyéb katolikus, 22,2% felekezeten kívüli (26,9% nem válaszolt).

### Római katolikus egyház
Az Egri főegyházmegye (érsekség) Jász-Kun Főesperességének Jászapáti Esperesi Kerületébe tartozik, mint önálló plébánia. A plébániatemplom titulusa: Szent István király. Filiaként hozzátartozik Hunyadfalva.

### Református egyház
A Dunamelléki Református Egyházkerület (püspökség) Délpesti Református Egyházmegyéjébe (esperesség) tartozik. Nem önálló anyaegyházközség, csak szórvány.

### Evangélikus egyház
Az Északi Evangélikus Egyházkerület (püspökség) Dél-Pest Megyei Egyházmegyéjében (esperesség) lévő Szolnoki Evangélikus Egyházközséghez tartozik, mint szórvány.

## Természeti értékek
- Tisza-part: A Közép-tiszai Tájvédelmi Körzet része, amely Hortobágyi Nemzeti Parkhoz tartozik.
- Holt-Tisza
- Tiszavirágzás
- A község határában kiváló horgász- és vadászhelyek vannak.

## Nevezetességei
- Boros Imre Tájház
- Iskolatörténeti kiállítás
- Római katolikus (Szent István király-) templom: 1779-1782 között épült. Tornya 1803-ban készült.
- Római katolikus plébánia: 1843-1844-ben épült.
- Nepomuki Szent János 1816-ban állított szobra
- Kopjafa: 1991-ben készült, a település fennállásának 600. évfordulójára.
- I-II. világháborús emlékmű.

## Híres emberek
- Itt született 1935. január 12-én Sz. Egyed Emma magyar szobrász-éremművész.
- Itt született 1944. szeptember 30-án Rolla János Kossuth-díjas hegedűművész.

## Rendezvények
- Kőtelek Fesztivál: minden év augusztusában rendezik meg.
- Képzőművészeti alkotótábor és kiállítás
- Terepjáró-találkozó
- Kérész fesztivál
- Roma nap

## Külső hivatkozások
- Kőtelek Község Önkormányzatának honlapja
- Kőtelek térképe
- Kőteleki Kérész Fesztivál
- A Kőteleki Terepjáróautó Találkozó hivatalos weboldala